# Blestemații (film din 1963)
Blestemații (titlu original: The Damned) este un film SF britanic din 1963 regizat de Joseph Losey. În rolurile principale joacă actorii MacDonald Carey, Shirley Ann Field, Viveca Lindfors. Este o producție Hammer Film bazată pe romanul The Children of Light scris de H. L. Lawrence.

## Distribuție
- Macdonald Carey .... Simon Wells
- Shirley Anne Field .... Joan
- Viveca Lindfors .... Freya Neilson
- Alexander Knox .... Bernard
- Oliver Reed .... King
- Walter Gotell .... Major Holland
- James Villiers .... Captain Gregory
- Tom Kempinski  ....  Ted
- Kenneth Cope  ....  Sid
- Brian Oulton  ....  Mr. Dingle
- Barbara Everest  ....  Miss Lamont
- James Maxwell  ....  Mr. Talbot
- Nicholas Clay .... Richard

### Copiii
- Kit Williams .... Henry
- Rachel Clay .... Victoria
- Caroline Sheldon .... Elizabeth
- David Palmer .... George
- John Thompson .... Charles
- Christopher Witty .... William
- Rebecca Dignam .... Anne
- Siobhan Taylor .... Mary